# Smelt (materiaalkunde)

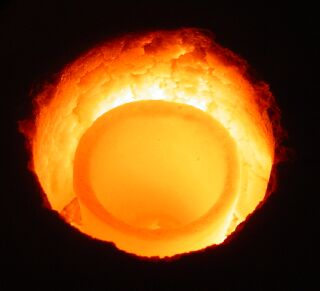
Metaal smelt in een smeltkroes

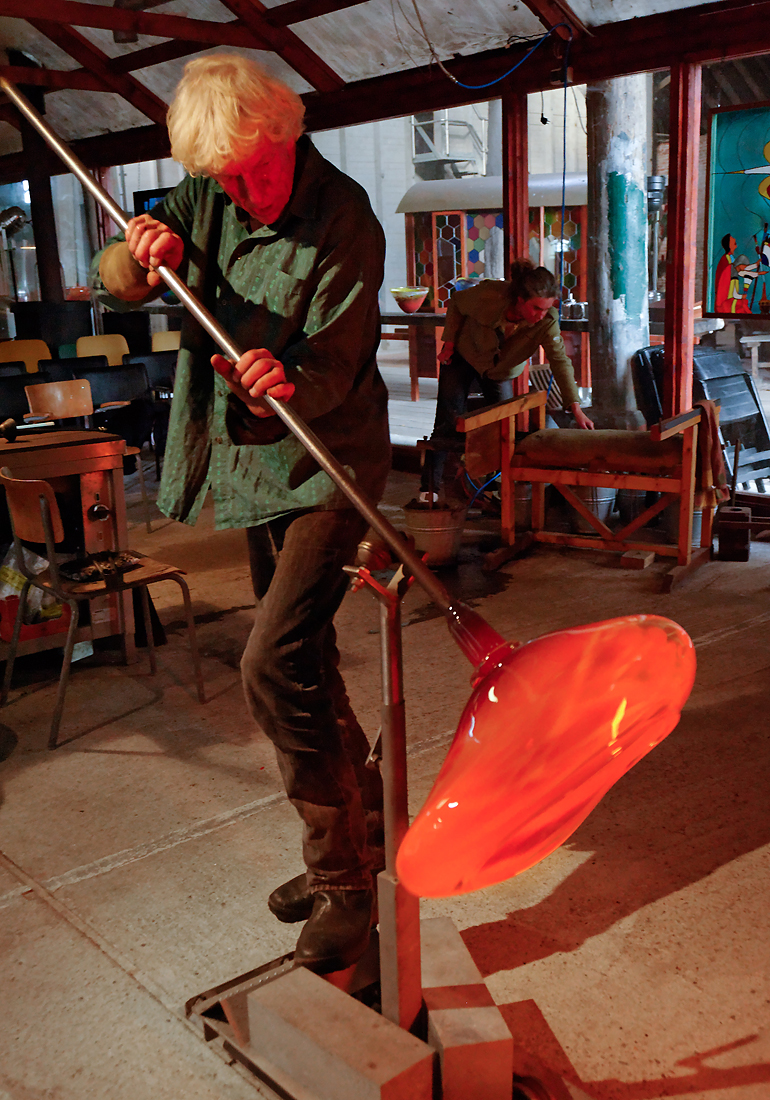
Nederlandse glasblazer met smelt van glas tijdens het glasblaas-proces

Smelt is een semi-vloeibare fase van materiaal op hoge temperatuur waaruit door stolling het gewenste nieuwe vaste materiaal ontstaat, alsook de vloeibare fase van (mengsels van) stoffen die tot ruim boven kamertemperatuur (>200 °C) vast zijn, zoals de meeste zouten en metalen.

## Metaal
Voor metalen wordt naast de semi-vloeibare fase ook de vloeibare fase aangeduid met smelt. Meestal bevindt de smelt van metalen zich in een kroes: de smeltkroes. De smelt bevat gesmolten basismateriaal waaraan legerings-elementen zijn toegevoegd.
Dikwijls zal de smelt vanuit de smeltkroes in een vorm gegoten worden, en aldus op een bepaalde manier afkoelen tot een ingot (matrijs) van het nieuw gevormde materiaal. De samenstelling van de smelt, maar ook de manier van afkoelen (bijvoorbeeld afschrikken), bepalen de mechanische materiaaleigenschappen van het materiaal. Zie fasediagram, TTT-diagram.

Een andere mogelijkheid is om een kristalkiem in te brengen en die vanuit de smelt omhoog te trekken: het Czochralski-proces. Dit proces wordt veel gebruikt om bijvoorbeeld halfgeleider-kristallen, zoals eenkristallen van silicium, te kweken.

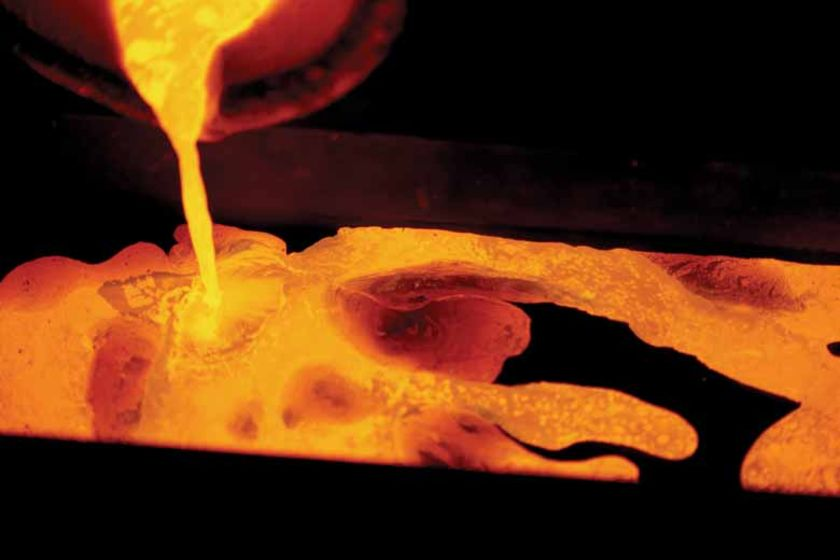
Gieten van goud-smelt in een matrijs
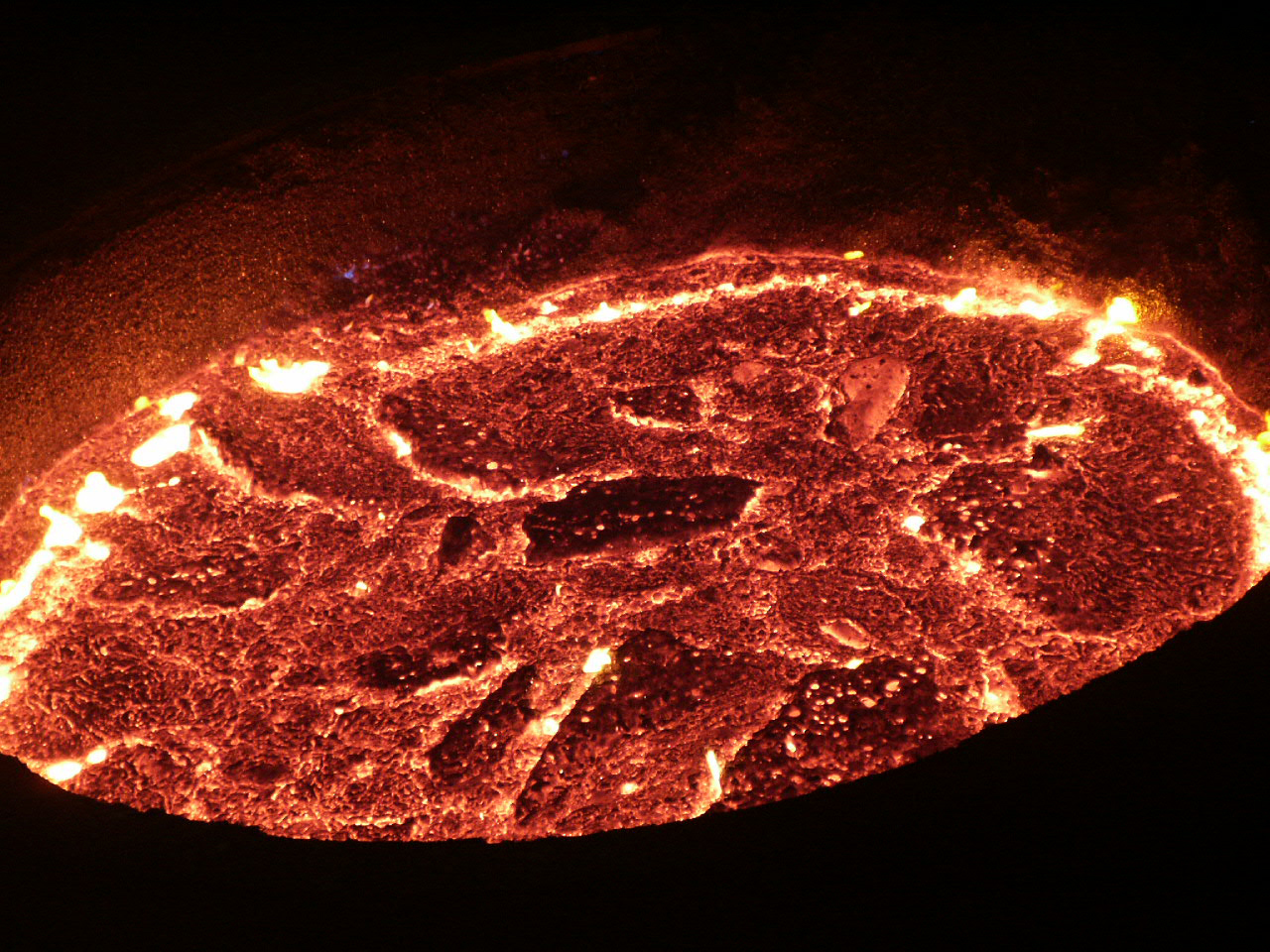
Ruwijzer-smelt tijdens het smelt-proces